# Star Fox Zero
Star Fox Zero (スターフォックス ゼロ?, Sutā Fokkusu Zero) è un videogioco sparatutto per la console Nintendo Wii U. Si tratta del sesto capitolo della serie Star Fox, dopo dieci anni dall'uscita di Star Fox Command per DS ed il primo ad essere stato sviluppato in collaborazione con la PlatinumGames, azienda videoludica già nota per altri franchise come The Wonderful 101 e Bayonetta. Annunciato ufficialmente all'E3 del 2014, il gioco è stato pubblicato nell'aprile del 2016  assieme ad un videogioco spinoff della serie sempre per Wii U, Star Fox Guard.

## Modalità di gioco
Il titolo riprende le classiche caratteristiche dei giochi antecedenti al suo sviluppo, in particolare di Lylat Wars, con l'unica differenza che i comandi sono stati resi più adattabili ai sensori del Wii U GamePad ,in modo da facilitare l'uso dei pulsanti, e sarà contemporaneamente necessario lo schermo della TV per avere un'ottima visuale. Oltre a pilotare nuovamente gli Arwings della truppa di Fox McCloud, si potranno per la prima volta trasformare in nuovi veicoli; come ad esempio il Walker (originariamente previsto per debuttare nel mai rilasciato Star Fox 2), e sarà disponibile una nuova nave spaziale, il Girowing.
Inoltre Nintendo ha reso disponibile la conferma che sarà il primo Star Fox a supportare l'uso degli Amiibo di  Fox e Falco. Con l'utilizzo dell'amiibo di Fox, sarà possibile trasformare il nostro Arwing in quello del primo Star Fox, mentre con l'amiibo di Falco sarà possibile sbloccare un Arwing nero con due puntatori, più vulnerabile agli attacchi dei nemici.

## Sviluppo
Lo sviluppo del gioco è iniziato con la sperimentazione di un gioco di Star Fox per Wii mai pubblicato, a cui un piccolo gruppo lavorava dal 2008 circa. Il progetto per Wii non ha mai preso forma perché, secondo le parole del creatore della serie Shigeru Miyamoto, il team non è riuscito a trovare nuove idee abbastanza convincenti. L'esistenza del gioco è stata confermata in un comunicato stampa l'8 giugno, due giorni prima dell'inizio dell'E3 2014. Durante l'Electronic Entertainment Expo del 10 giugno Nintendo ha annunciato pubblicamente il titolo accennando al fatto che ulteriori dettagli sarebbero arrivati in seguito. Durante un'intervista con Wired, Miyamoto ha espresso il desiderio di lavorare con sviluppatori esterni per completare il progetto più rapidamente.
In un'intervista a GameSpot, Miyamoto ha rivelato che sia Project Guard che Project Giant Robot erano in qualche modo collegati a Star Fox per Wii U. Durante un Nintendo Direct nel marzo 2016, Project Guard è stato ufficialmente rivelato come Star Fox Guard, e venduto in bundle sia digitale che in copia fisica insieme a Star Fox Zero. Project Giant Robot non è mai stato pubblicato ed è stato cancellato nel 2017.
Miyamoto ha dichiarato che la trama principale e la presentazione generale del gioco erano strutturate a episodi, ispirandosi alla serie televisiva degli anni '60 Thunderbirds, con le missioni principali caratterizzate dal tradizionale gameplay di Star Fox, mentre le missioni secondarie con meccaniche di gioco più stravaganti e sperimentali (come quelle presenti in Project Guard e Project Giant Robot). Yusuke Hashimoto di PlatinumGames ha dichiarato di essere stato contattato da Nintendo per il co-sviluppo del gioco dopo la richiesta di aggiungere un livello bonus a tema Arwing a Bayonetta 2. Anche Hideki Kamiya di PlatinumGames aveva precedentemente espresso il desiderio che Nintendo si rivolgesse a loro per lo sviluppo di un nuovo gioco di Star Fox. Secondo Nintendo, la storia di Zero non è né un prequel né un sequel dei precedenti giochi di Star Fox.

## Star Fox Guard
Star Fox Guard è un videogioco del 2016 co-sviluppato da Nintendo e PlatinumGames per Wii U. Il gioco è stato venduto in bundle come disco separato per la prima edizione di Star Fox Zero e successivamente come download digitale sull'eShop di Wii U. Star Fox Guard è un tower defense in 3D in cui i giocatori devono proteggere varie basi dagli attacchi in arrivo, di proprietà dello zio di Slippy Toad, Grippy, controllando le telecamere di sicurezza. Il televisore mostra i filmati di tutte le telecamere di sicurezza disponibili, mentre il Wii U GamePad offre una vista dall'alto della base. Per difendere il nucleo della base, i giocatori devono osservare attentamente i monitor per individuare eventuali attaccanti in arrivo e passare il controllo a una delle telecamere disponibili per sparare con la sua arma. I nemici si dividono in due classi: i robot offensivi, che devono essere tutti sconfitti per completare la missione, e i robot disturbatori, che ostacolano il giocatore manomettendo le telecamere, ad esempio oscurando la visuale o mostrando filmati falsi. Il gioco presenta 100 missioni e una modalità editor che consente ai giocatori di modificare il comportamento dei nemici nei livelli e di condividerli online.